# Piotr Antoni Pepłowski
Piotr Antoni Pepłowski herbu Gozdawa – podkomorzy łucki w 1736 roku, podczaszy kijowski w latach 1712–1736, podstoli żytomierski w latach 1705–1712, łowczy latyczowski w 1705 roku.
Konsyliarz województwa podolskiego w konfederacji sandomierskiej 1704 roku. Jako poseł województwa kijowskiego był uczestnikiem Walnej Rady Warszawskiej 1710 roku.